# نیل استام
نیل استام (انگلیسی: Neil Stam؛ زادهٔ ۷ ژانویهٔ ۱۹۴۲) بازیکن فوتبال اهل ایالات متحده آمریکا بود.
وی به‌همراه تیم ملی فوتبال ایالات متحده آمریکا در بازی‌های المپیک تابستانی ۱۹۷۲ شرکت کرده‌است.